# 아카데미 스위트
아카데미 스위트(영어: Academy Sweet)는 대한민국 서울특별시 강남구 도곡동에 있는 초고층 아파트 단지다. 2001년에 분양한 후 다시 분양하였다. 2002년에 착공하여 2004년에 완공하였고 11월에 입주하였다. 내부에는 아파트 등 시설이 있다. 지하에는 상가와 지하주차장이 있다. 시공사, 시행사는 라성건설(주)다. 건물 구조가 있다.

## 역사
1996년 1월 29일에 허가되었고 2월 16일에 착공하였다. 2001년에 분양한 후 다시 분양하였고 착공이 가능하다. 11월 가격은 분양이 시작되면 결정된다. 이후 분양가는 확정되지 않았고 2002년 1월 5일에 분양하고 청약을 받는다. 같은 해에 착공하였고 2004년에 완공하였고 같은 해 11월에 정식으로 입주하였다.

## 높이
높이는 168m로 완공 당시 높은 건물을 자랑한다. 완공 당시 높은 아파트가 되었고 자랑한다. 지형 높이/형상은 평지/사다리형이다. 1999년에 완공된 총 2개로 구성된 아크로빌 타워 1동, 2동(지상 46층, 163m)보다 높다. 이 건물 바로 옆에 건립되어 높은 건물이 되었다. 도곡동 일대에 들어선 건물이다.

## 특징
건물은 마천루로 되어있고 주위 건물은 고층이다. 건물 구조는 내진설계가 적용되었고 건축 구조는 철근구조다. 정문에는 차량 차단기가 없다. 세울 수 있는 주차 공간이 있다. 후문에는 차량통제시설이 없고 입구가 넓다. 난방방식은 개별난방, 열병합이다. 주차장은 지상주차장과 지하주차장이 있다. 지하주차장이 지상주차장보다 넓다. 총 주차대수는 808세대(세대당 1.95대)이다.

## 내부 시설
아카데미 스위트의 내부 시설이다.
| 층수                | 용도                         |
| ------------------- | ---------------------------- |
| 28층 ~ 51층         | 아파트                       |
| 27층                | 아파트, 기계실, 주민편의시설 |
| 3층 ~ 26층          | 아파트                       |
| 2층                 | 상업시설                     |
| 1층                 | 로비, 상업시설               |
| 지하 2층 ~ 지하 1층 | 상업시설                     |
| 지하 6층 ~ 지하 3층 | 지하주차장                   |

## 같이 보기
- 서울특별시의 마천루 목록
- 서울 강남구의 마천루 목록